# St. Johannis (Dietendorf)

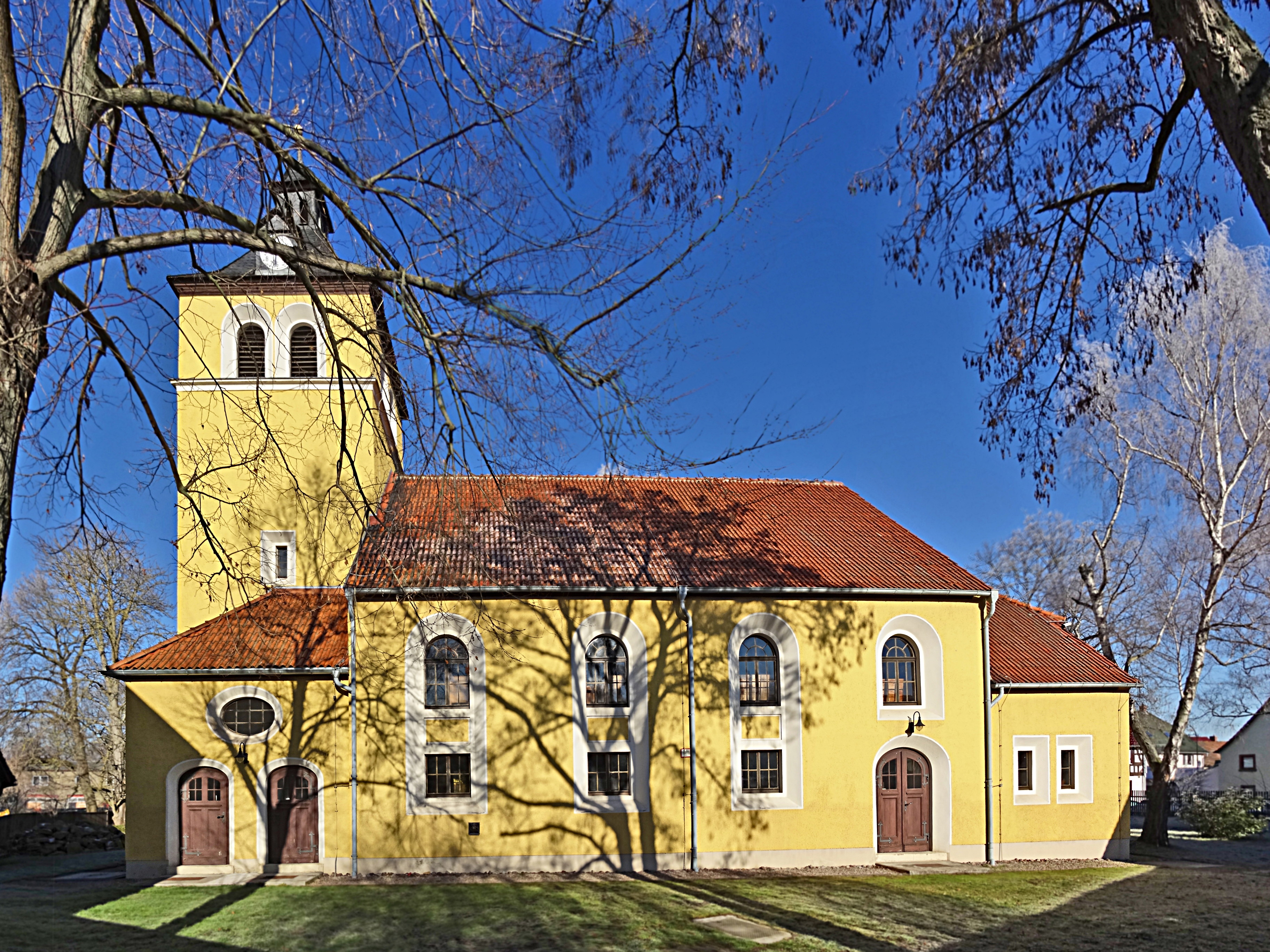
St.-Johannis-Kirche (Südostseite)

Die St.-Johannis-Kirche ist die evangelische Dorfkirche im ursprünglichen, südlich der Apfelstädt gelegenen ehemaligen Ortsteil Dietendorf der Gemeinde Nesse-Apfelstädt im thüringischen Landkreis Gotha. Die evangelische Gemeinde gehört zum Kirchenkreis Gotha der Evangelischen Kirche in Mitteldeutschland. Sie ist ein Teil des Pfarrbereiches Apfelstädt. In der St.Johanniskirche Dietendorf werden etwa alle zwei Wochen Gemeindegottesdienste gefeiert. 
Es gibt außerdem eine gemeinsame Initiative zum 880-jährigen Bestehen des Ortsteils Dietendorf, die das Zusammenleben von Menschen unterschiedlicher Glaubensrichtungen unabhängig  Kirchlicher oder anderer Vereins-Zugehörigkeiten fördern möchte.  

## Geschichte
Die St.-Johannis-Kirche ist der Nachfolgebau einer spätgotischen Kirche, die etwa um 1400 errichtet wurde. Im Jahre 1545 wurde Dietendorf eine Filiale von Apfelstädt. Am Turm, dem ältesten Teil der Kirche, finden sich die Jahreszahl 1591 an einem Mauerstein und das Wappen eines Steinmetzes aus der gleichen Zeit, dem Erbauungsjahr des Turms. In Folge einer Feuersbrunst am 23. März 1646, der große Teile des Ortes und auch die Kirche zum Opfer fielen, wurde das Langhaus der Kirche neu gebaut. 1672 erhielt die Kirche ihre Orgel, die 1699 nochmals verbessert wurde. 1682 wurden durch die Glockengießerei Johann Heinrich Rausch in Erfurt die beiden Glocken neu gegossen. Die Innenausstattung wurde im Jahre 1776 repariert und erneuert. Glockenstuhl und Turmhaube wurden 1781 repariert. 10 Jahre später erfolgte der Umguss der großen Glocke durch Ulrich aus Apolda.
Anfang des 20. Jahrhunderts wurde wegen Baufälligkeit der Bau eines neuen Kirchenschiffs in Auftrag gegeben. 1913 erfolgte die Beräumung des Kirchenfriedhofs, am 3. Mai 1914 wurde das Kirchenschiff abgerissen. Die Grundsteinlegung, nach einigen Änderungen am Entwurf des Gothaer Architekten Alfred Cramer, erfolgte durch das 1903 gegründete Kirchenbaukomitee am 1. Juni 1914. Trotz des Ersten Weltkriegs konnten die Bauarbeiten fortgeführt werden, und am 16. Juli 1916 wurde die Kirche durch den Pfarrer von Apfelstädt, den späteren Kirchenrat Franz Bonsack, wieder eingeweiht. Die Kirchgemeinde hatte mit 32.000 Mark etwa 80 % der Bausumme selbst aufgebracht. In Anbetracht des Kriegs verzichtete man auf den üblichen Festumzug. Im Zuge des Neubaus der Kirche am 1. Juni 1914 wurde wiederum eine neue Orgel eingebaut, die Rühlmann-Orgel aus Zörbig. Nachdem diese nicht mehr zu verwenden war, wurde vom Orgelbaumeister Friedrich Löbling aus Erfurt 1971 eine neue Orgel mit mechanischer Traktur und sieben Registern eingebaut und vom Pfarrer eingeweiht. 1926 bekam die Kirche neue Glocken aus der Glockengießerei Störmer in Erfurt. 1951 wurde unter der Orgelempore der Gemeinderaum abgetrennt, der für kleinere Feiern (Seniorennachmittag) und die Christenlehre dient. Für den Kindergottesdienst wurde 1966 im Turmkeller ein Raum nutzbar gemacht. 1967 wurde das Innere renoviert. Die Turmglocken, z. B. eine von 1791 aus Apolda, die in den beiden Weltkriegen eingeschmolzen worden waren, wurden 1984 durch 1 Glocke der Erfurter Firma Stoermer (Guss: Weihnachten 1926) und 2 Glocken aus 1983 von der Apoldaer Glockengießerei ersetzt. Eine Glocke, die "Bach-Glocke", überlebte die beiden Kriege und steht jetzt im Heimatmuseum Ingersleben. 1988 bis 1993 wurde die Kirche innen und außen saniert, die Kanzel- und Emporengemälde wurden restauriert, und die Sitzbänke erhielten eine elektrische Heizung.

## Das Äußere
Das laternengeschmückte Schieferdach des Turms mit vier Uhrenhäuschen mit paarweise angeordneten Rundbogenfenstern unter dem Turmdach sowie vier Rundbogenfenstern auf jeder Seite des Kirchenschiffes zeichnen das Äußere der Kirche aus.

## Das Innere

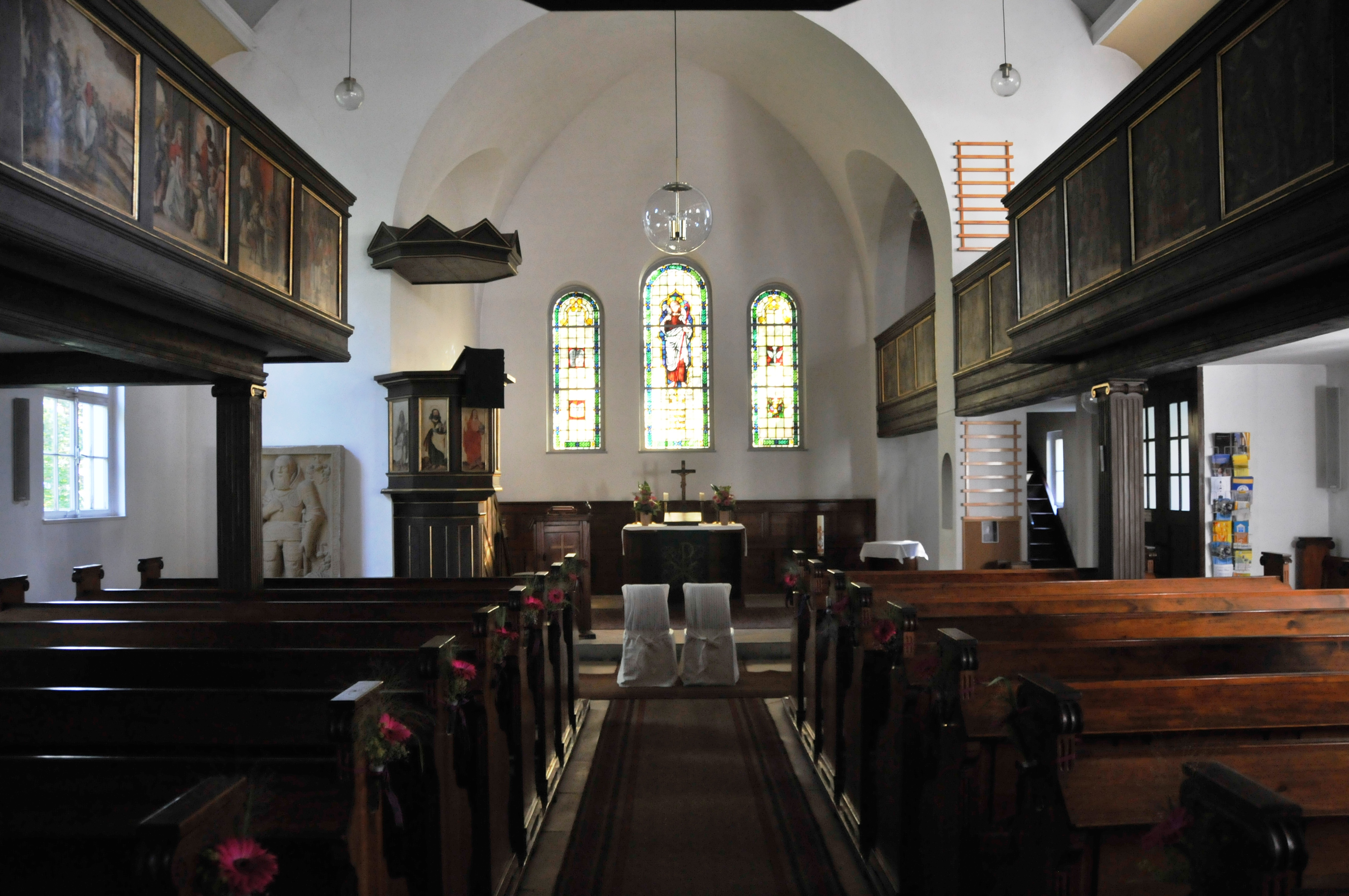
Innenansicht

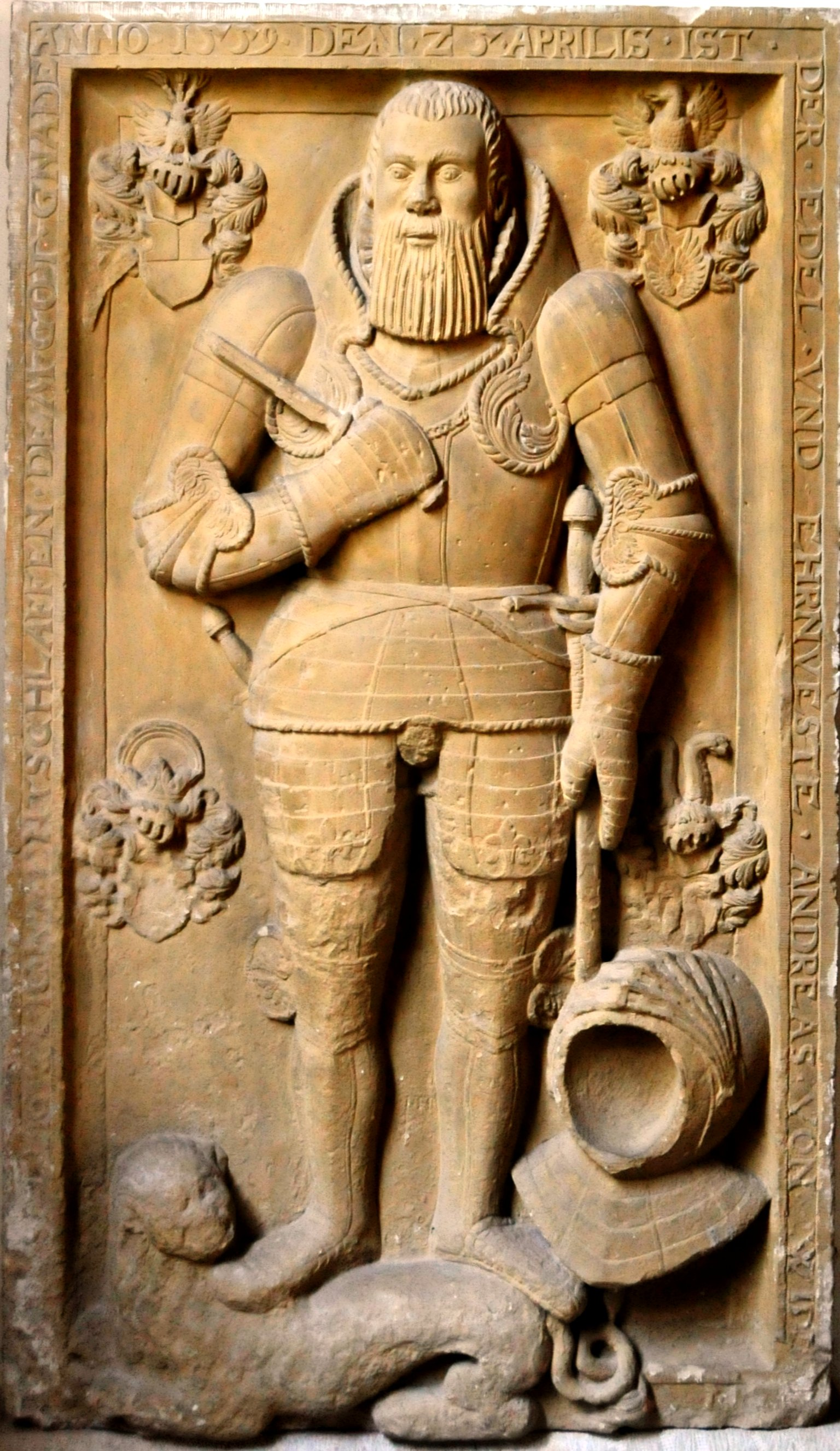
Grabplatte des Andreas von Widdern

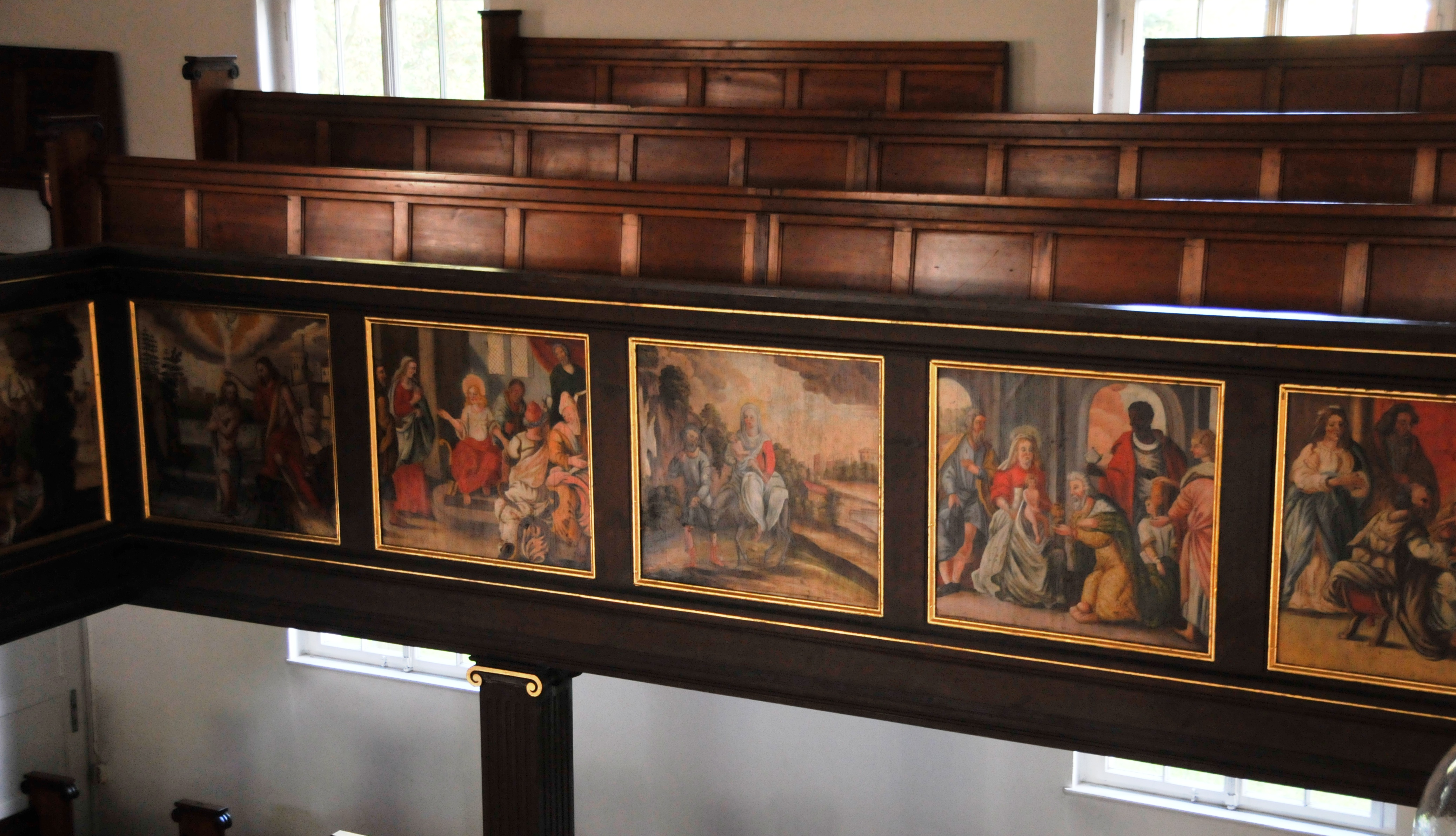
Emporenbemalung

Aus dem Jahre 1559 stammt ein neben der Kanzel aufgestellter Renaissance-Grabstein. Er zeigt den Patronatsherrn von Dietendorf, Andreas von Widdern. Daneben ist der Grundstein vom 1. Juni 1914 eingemauert.
Die kunstvollen Bemalungen der dreiundzwanzig Emporenfelder stellen biblische Szenen dar; die Kanzel ist mit Bildern der vier Evangelisten ausgestattet. Der Künstler war J. A. Heubach, ein bäuerlicher Meister aus Arnstadt, der um 1690 seine Werke im Barockstil schuf.
Der Chorraum beeindruckt durch drei farbenfrohe Glasfenster, auf denen Christus als der Gute Hirt, die Symbole für Taufe und Abendmahl, die Heilige Schrift sowie die Zehn Gebote dargestellt werden. Sie stammen wie auch der Altar und die Kanzel aus einer Naumburger Werkstatt und zeigen sich im Stil der Gründerzeit. 
Das Kirchenschiff zeigt mit seinen einfachen, klaren Formen, vom romanischen Rundbogen bis zur spätklassizistischen Säule, die Gestaltungselemente des ausgehenden 19. Jahrhunderts auf. 

## Galerie

Bilder der Kirche
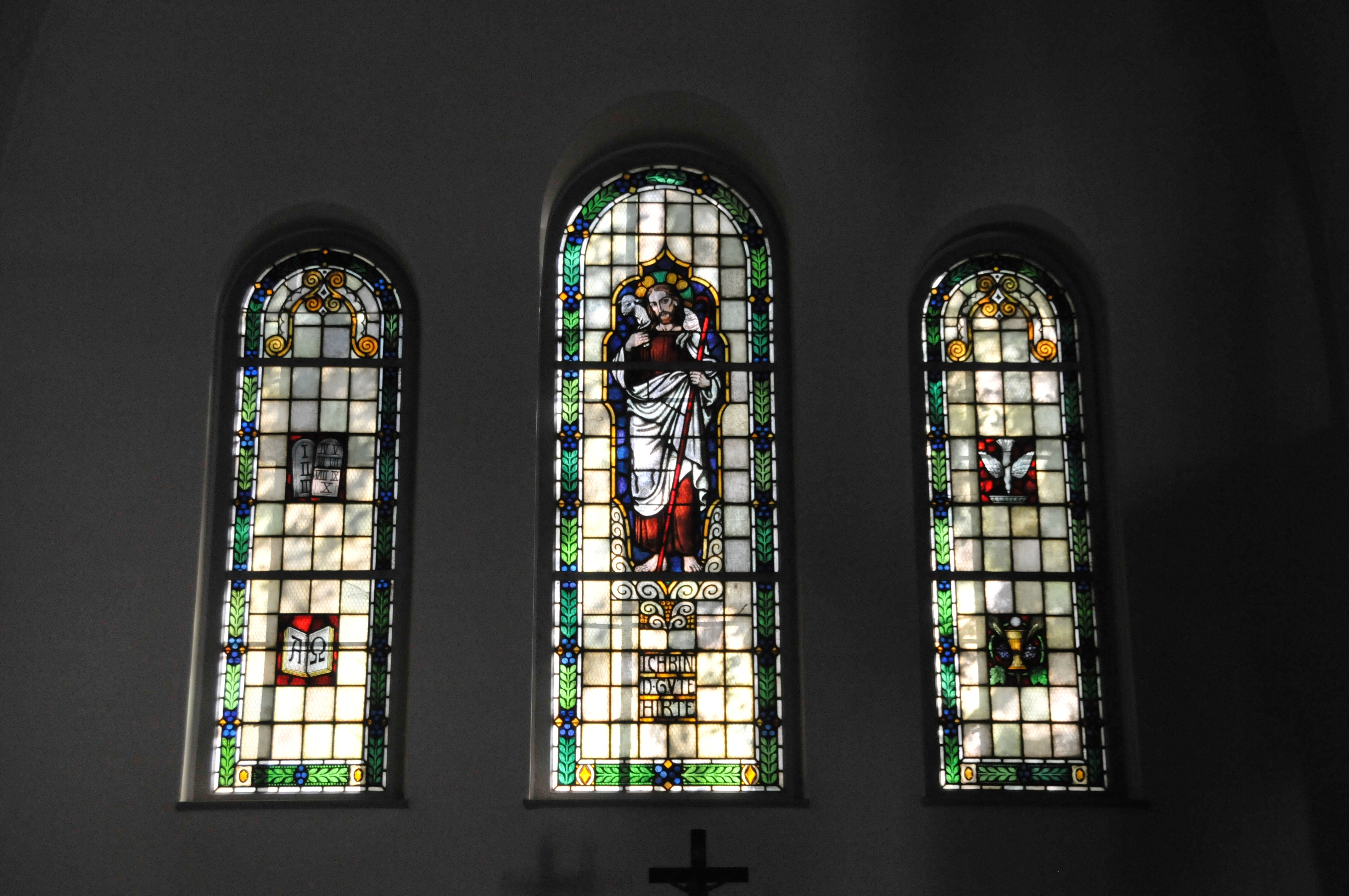
Kirchenfenster im Chor
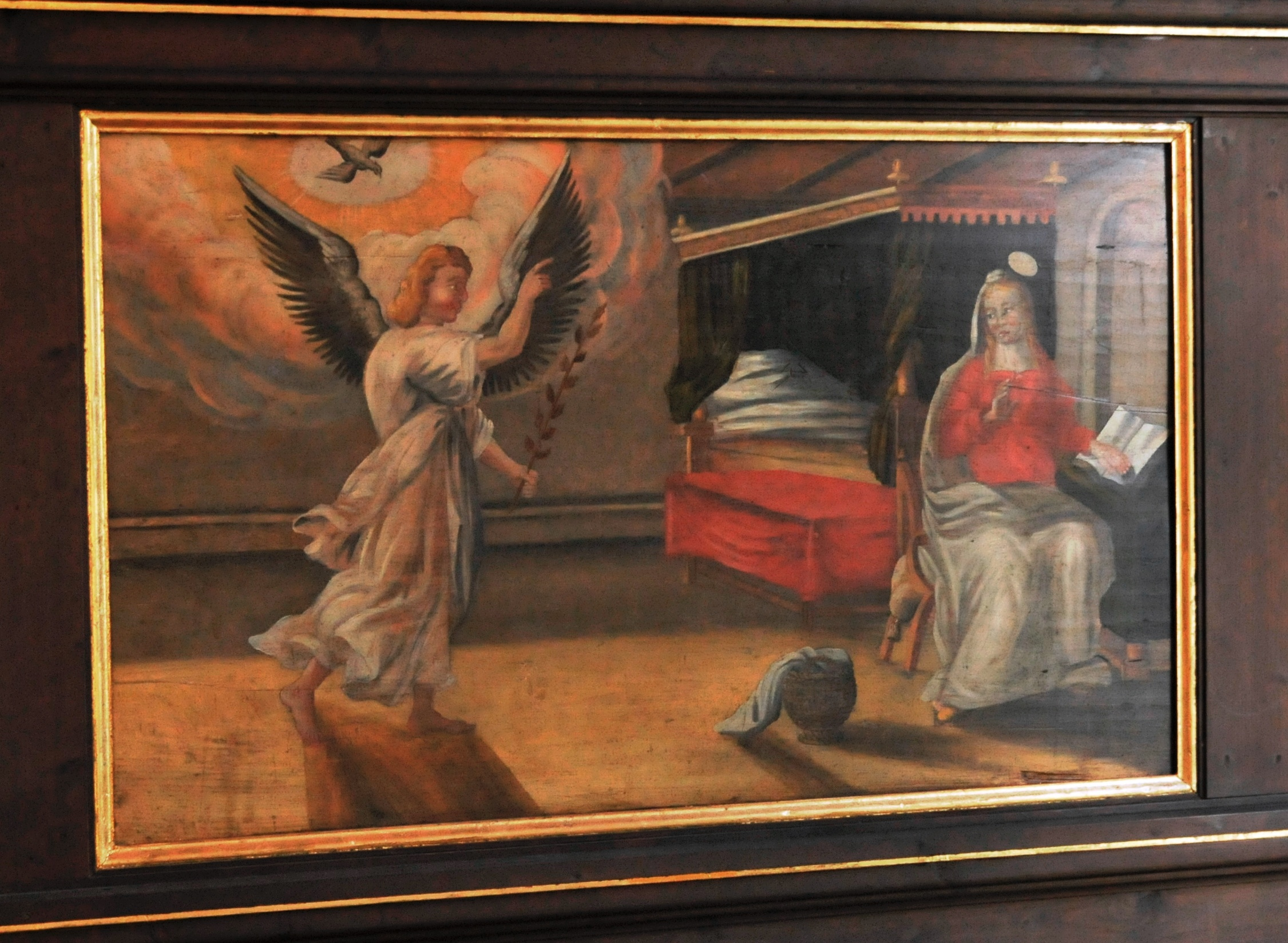
Gemälde "Die Erscheinung des Herrn"
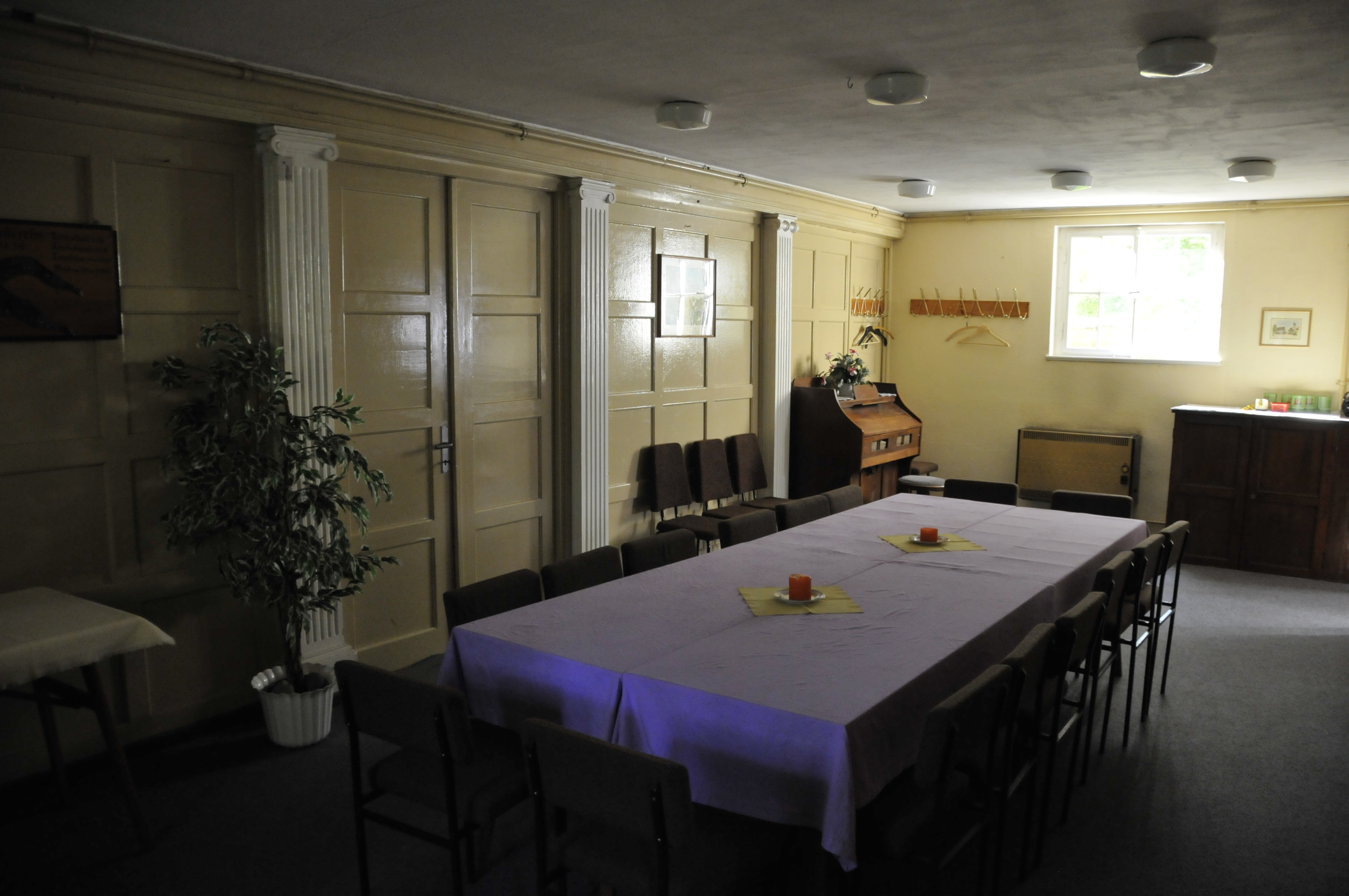
Gemeinderaum in der Kirche
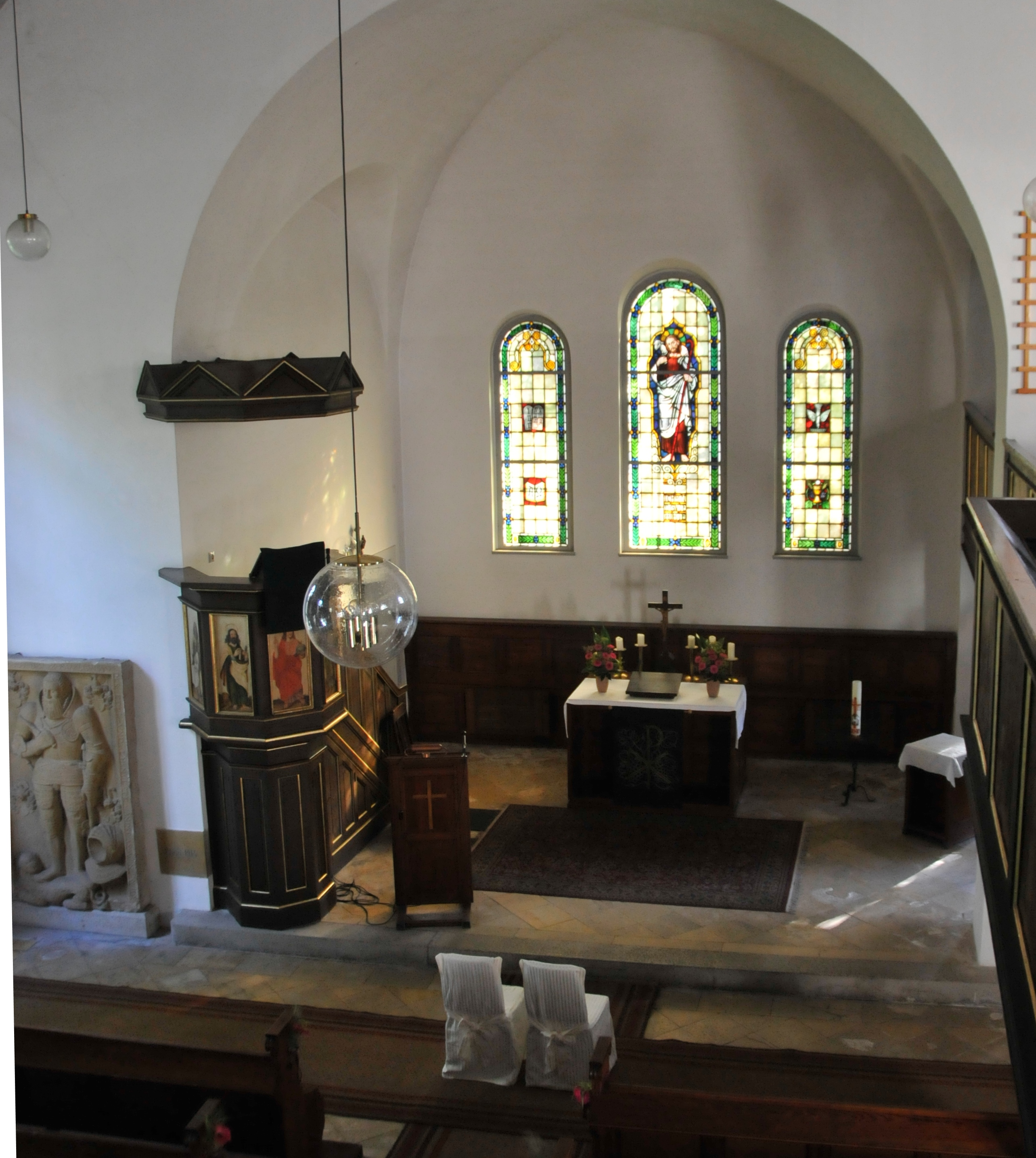
Altar-Kanzel-Ensemble
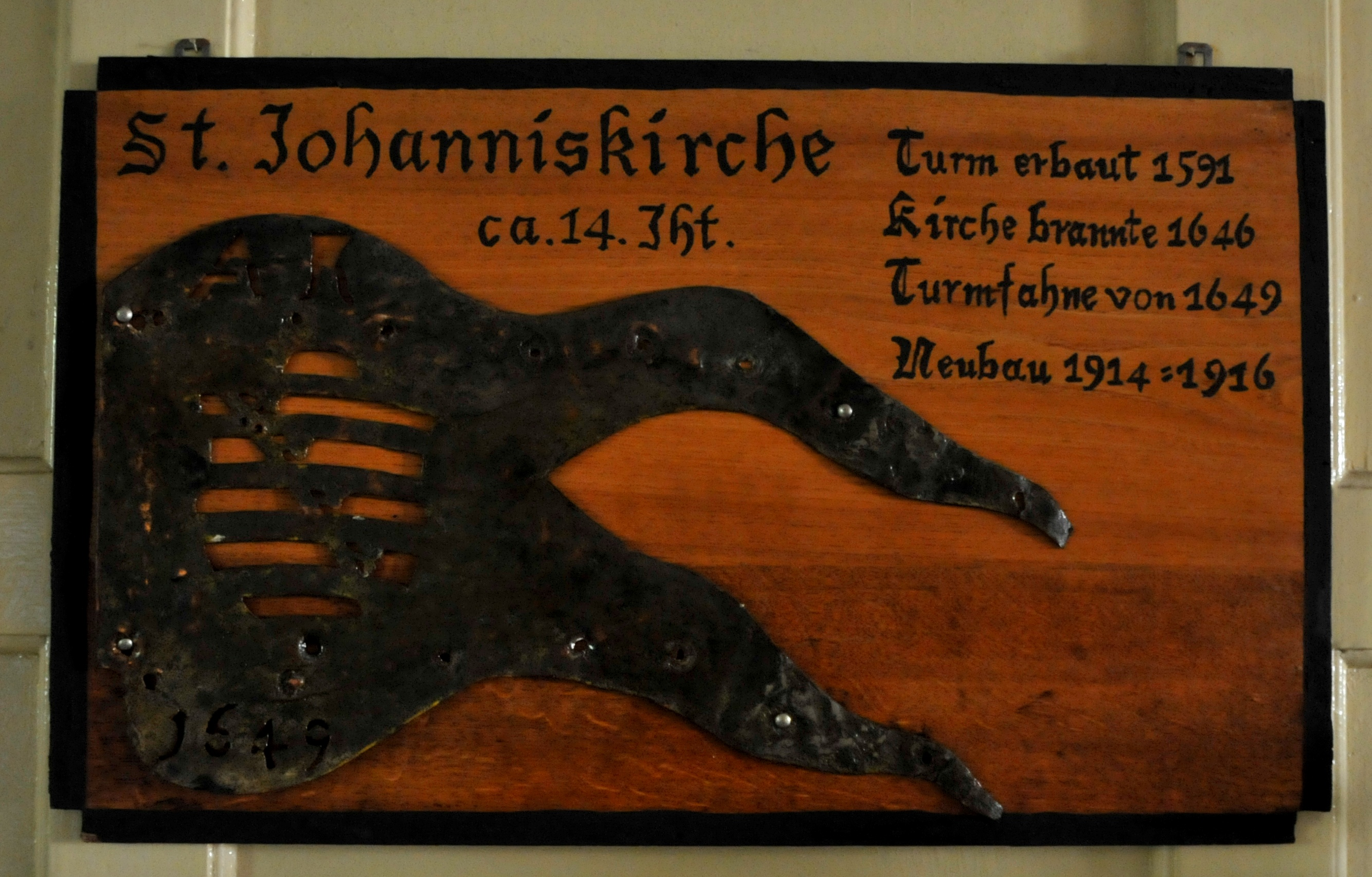
Zeittafel im Gemeinderaum anlässlich des Neubaus 1914
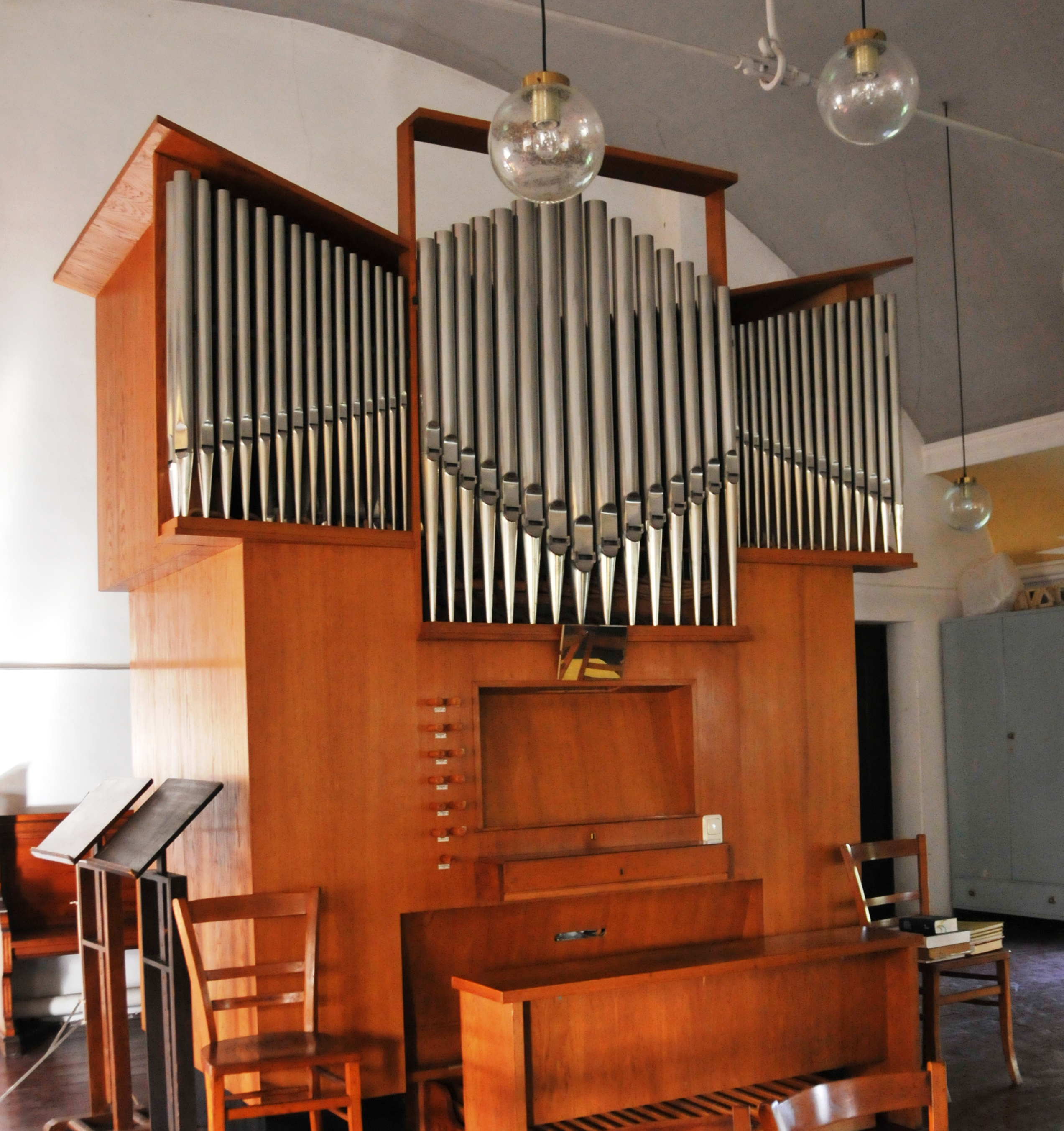
Orgel
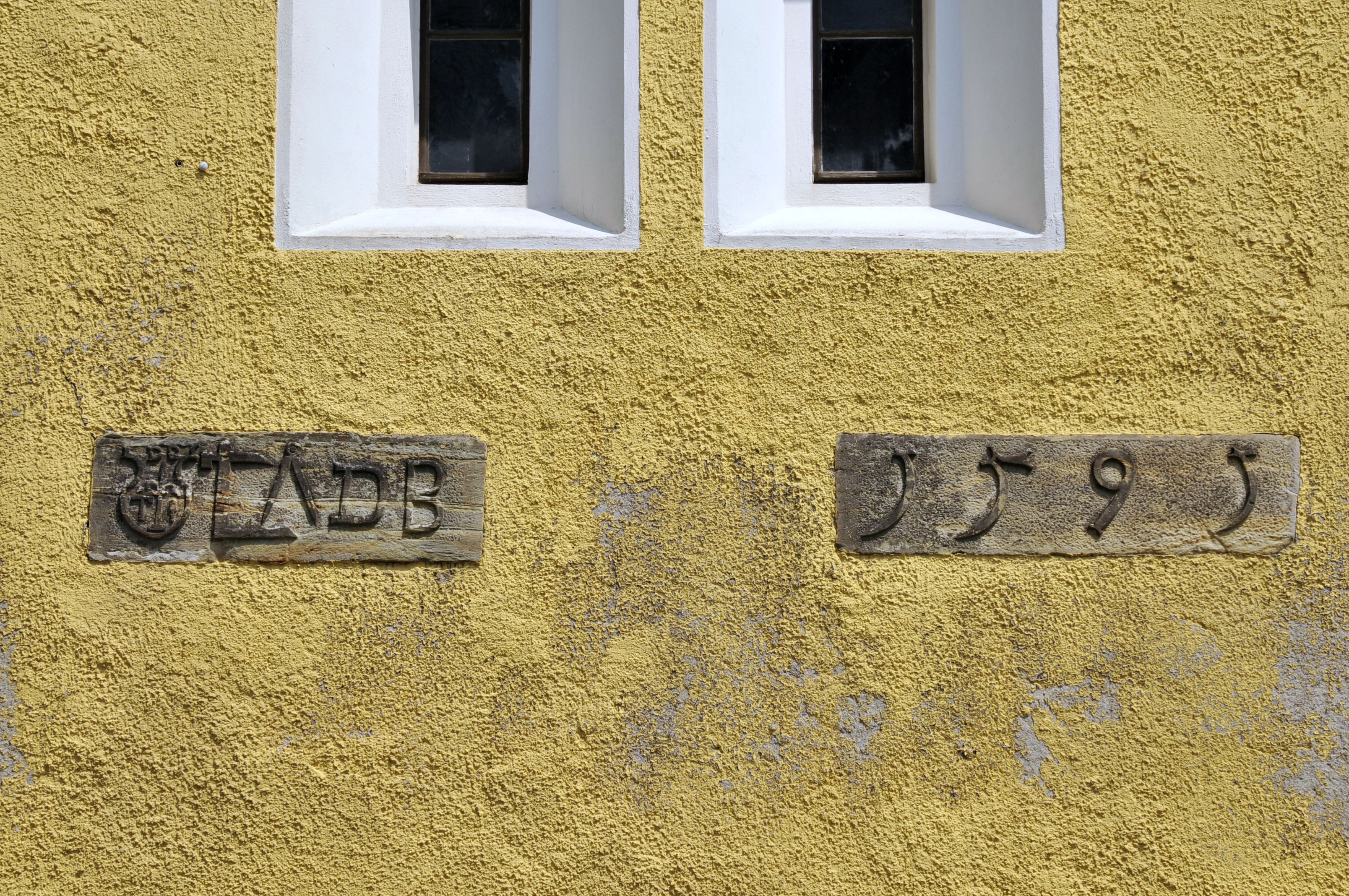
Jahreszahl am Kirchturm
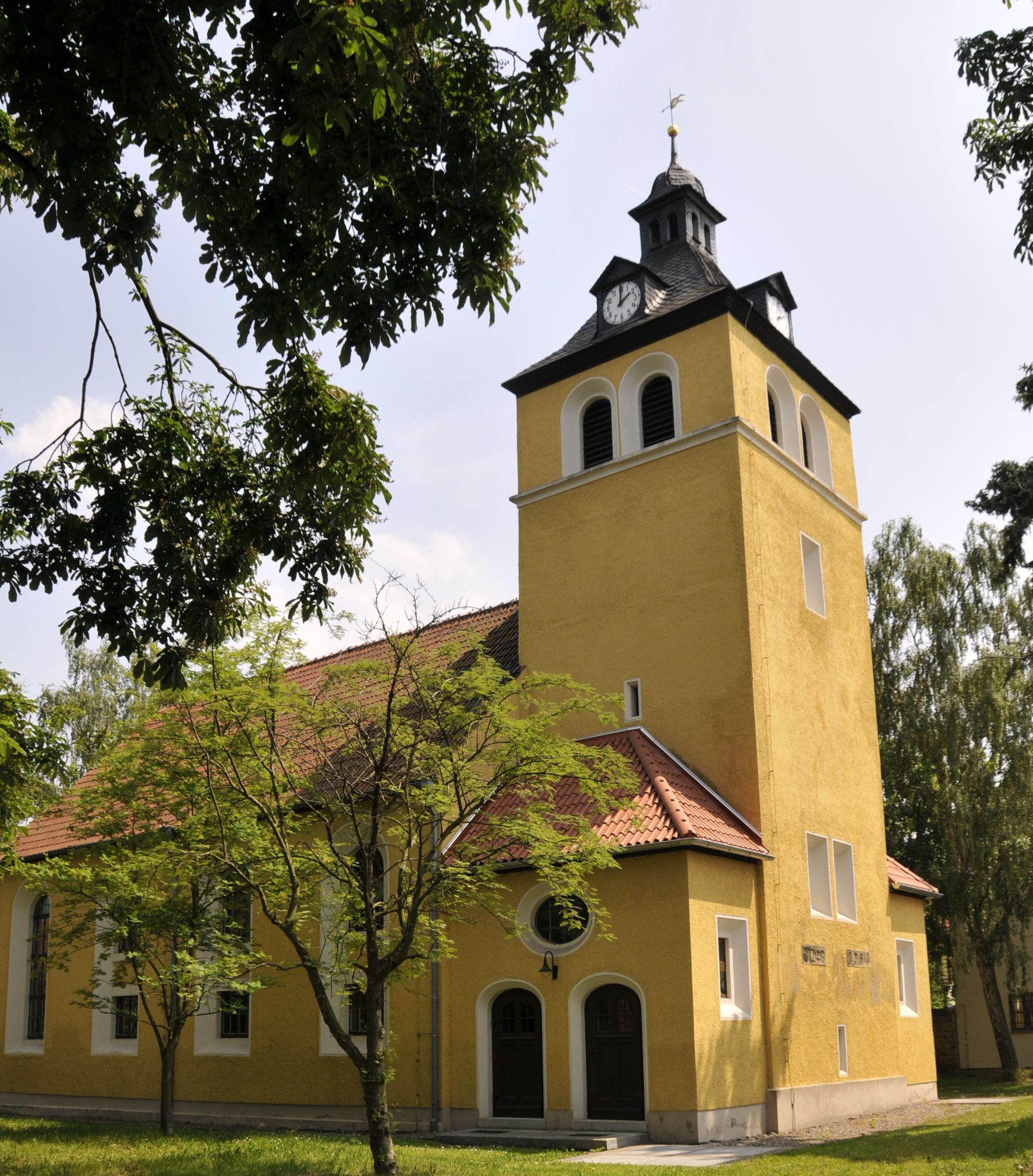
Blick von Nordwest
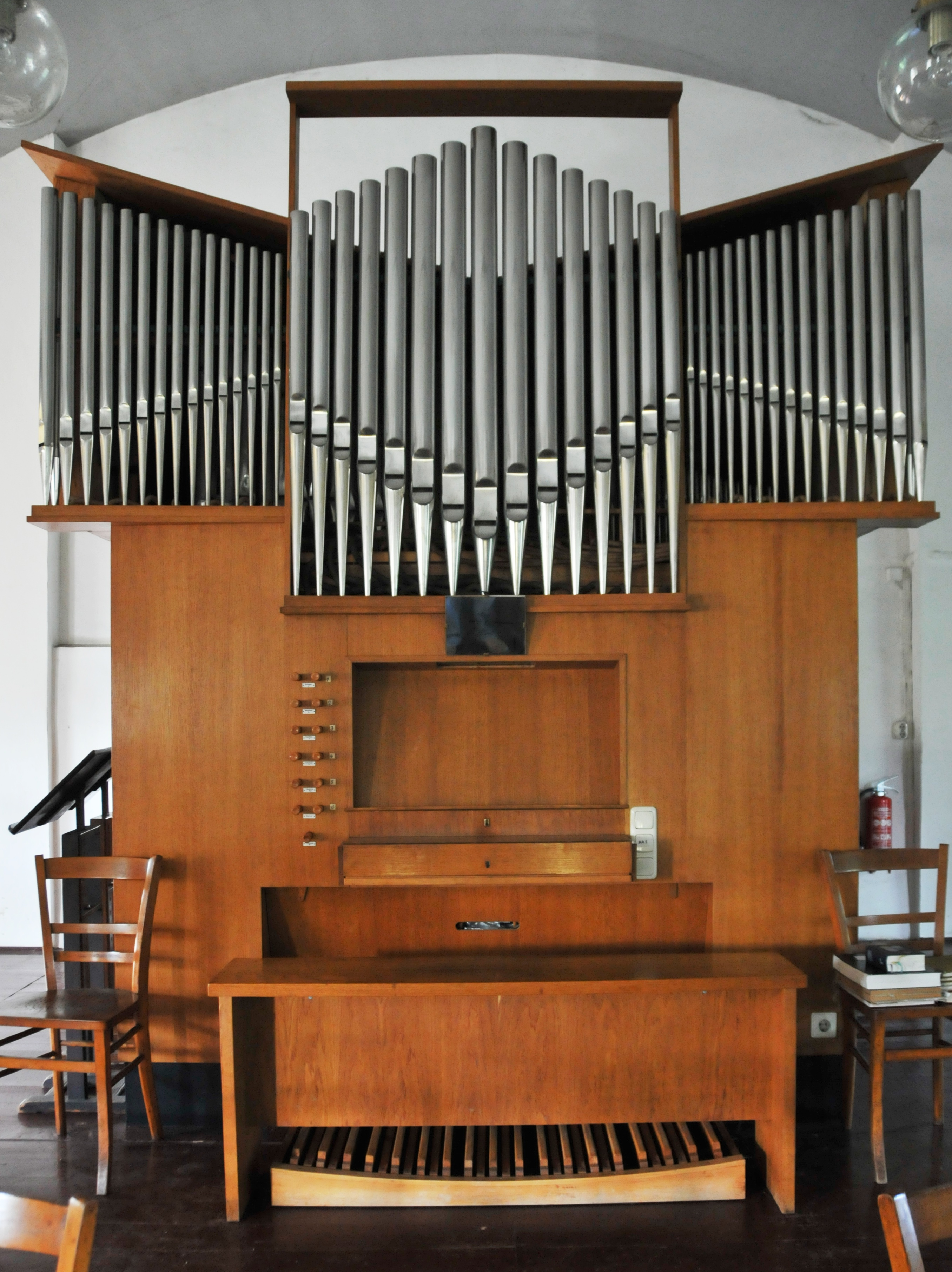
Die Orgel